# Radio Enciclopedia
Radio Enciclopedia, es una emisora nacional de radio en Cuba, la cual ofrece  noticias, reportajes, entrevistas, comentarios, notas enciclopédicas y artículos del acontecer cultural en el país y el resto del mundo. Presenta audio en vivo y grabaciones.

## Historia
Radio  Enciclopedia es inaugurada el 7 de noviembre de 1962, cuando la prensa de todo el planeta continuaba reportando los acontecimientos de la Crisis de Octubre, iniciada unas semanas atrás por el gobierno de los Estados Unidos ante la presencia de los cohetes rusos en la mayor de las Antillas. En esa mañana Radio Enciclopedia Popular realiza su primera transmisión desde el antiguo edificio del INRA en la Plaza Cívica "José Martí" (actual Plaza de la Revolución) en La Habana La emisora a los pocos meses de estar al aire adquirió una de las características que más la distinguen y que tal vez la hacen única en el mundo: la locución es exclusiva de voces femeninas. Ellas se han desempeñado con tanta elegancia y celo que ya se habla en locución del estilo Radio Enciclopedia. Tiempo después la emisora es trasladada a la calle 26, del Reparto capitalino de Nuevo Vedado y su nombre inicial de Radio Enciclopedia Popular es acortado a Radio Enciclopedia. A partir de ese momento, comienza a transmitir las 24 horas del día, con voces femeninas por el día y en la madrugada voces masculinas. La idea de que sólo fueran voces femeninas comienza a fraguarse, debido a la aceptación de los oyentes a ese diseño de locución y se mantiene hasta nuestros días En 1973 se traslada nuevamente al Edificio N, ubicado en calle N casi esquina 23 en el Vedado. Se dan cambios significativos dentro de la emisora, tomadas por el entonces Director Provincial de la Radio Manuel Andrés Mazorra y el director de la planta Daniel Marín quién asumió el cargo desde 1974. Algunas locutoras de este período fueron Milagros Flores, Loly Arencibia, Gladys Goizueta, Carmen Liu, María Cecilia Lima, Caridad Rodríguez, Ileana Sánchez y Mirtha Aleyda Fernández. La programación en vivo incluía notas relacionadas con la cultura universal. Su primer programa fue Interludio, creado por Adolfo Pérez Marín, posteriormente surgieron otros: Media Hora con su Intérprete, Porque la poesía, y Concierto de las Diez. En 1978 se decide grabar toda la programación. En ese año también se convirtió en la primera planta de radio de Cuba con sonido estereofónico dirigido a Ciudad de La Habana. En 1992 comienza en la dirección de la Emisora la Licenciada Edelsa Palacio Gordo. A partir de esta etapa se retoma la programación en vivo, con el objetivo de obtener mejor comunicación con el oyente. Se decide entonces, diferenciar los espacios por sus contenidos, destinatarios y cuidando la presencia predominante de la música instrumental. Nacieron otros programas como Al caer la tarde, La Tarde Contigo, Hola Aurora, Gotas del saber, entre otros. En 2001 se crea el Departamento Informativo, el programa Hola Aurora pasa a ser una Revista Informativa y sale al aire el noticiero Órbita Cultural. El 4 de abril de 2001 nace el sitio Web en la Red de Radio Enciclopedia. En 2003 se reajusta la programación, donde se decide extender hasta el domingo algunos de los programas con mayor audiencia. Con esto se logra tener 19 espacios con distintos propósitos y perfiles, que diferencian los cuatro segmentos en que se estructura durante la mañana, la tarde, la noche y la madrugada.

## Premios y reconocimientos
- Festival Nacional de la Radio Cubana en su edición de 2008 celebrado en la ciudad de Santiago de Cuba, obtuvo un Gran Premio, dos premios y tres menciones. Este certamen reúne cada año una selección de los mejores programas y géneros periodísticos de todas las emisoras del archipiélago cubano.
  - El radio documental Penélope en estos tiempos, dedicado al tema de los cinco cubanos presos en cárceles de Estados Unidos, de la realizadora Blanca Castillo, obtuvo el Gran Premio del Festival,
  - Fiesta de la cubanía, de Alfredo Zamora, fue el Premio en el género promoción. El jurado destacó el buen trabajo de edición, locución y musicalización, así como el ritmo y tono adecuados al perfil de la emisora cultural.
  - Portillo en la distancia, de Blanca Castillo, conquistó el Premio en el género canción de Programas Musicales. Calificado por los especialistas del jurado como un producto elegante y de gran encanto, está dedicado a una de las canciones más conocidas del compositor César Portillo de la Luz: Contigo en la distancia.
  - Tres menciones recibió Radio Enciclopedia por las obras La Hora Violeta, de Lucrecia Rodríguez,en Música Popular Cubana; Educación formal, en el género mención, y Los animales afectivos, en mensaje corto, estos dos últimos trabajos pertenecen al realizador Alfredo Zamora.

## Fuente
- Radio Enciclopedia